# Goldscheiteltaucher
Der Goldscheiteltaucher (Podiceps gallardoi) ist eine Vogelart aus der Familie der Lappentaucher (Podicipedidae), der nur im südlichen Südamerika, in der argentinischen Provinz Santa Cruz in Patagonien vorkommt.

## Merkmale
Goldscheiteltaucher erreichen ausgewachsen eine Größe von etwa 32 Zentimeter und wiegen circa 500 Gramm. Es sind damit mittelgroße Lappentaucher, die ein schwarz-weißes Gefieder haben. Namensgebend ist ihre zimt- und schwarz-farbene Haube. Kennzeichnend für sie ist außerdem der kleine spitze Schnabel. 

## Lebensweise
Goldscheiteltaucher leben an einsamen Seen in Höhen von 500 bis 1200 Metern. Sie ernähren sich vor allem von kleinen wirbellosen Tieren, vor allem von Schlammschnecken der Gattung Lymnaea und Flohkrebsen. Die Nahrung wird vor allem zwischen den Büscheln des Tausendblatt (Myriophyllum) gesucht. Die Vögel können für 16 s unter Wasser bleiben.
Der Populationsbestand ist sehr gering; die Art wurde erst 1974 wissenschaftlich beschrieben.
Wie viele andere Lappentaucher – beispielsweise Haubentaucher und Renntaucher – haben auch die Goldscheiteltaucher ein ausgeprägtes und auffallendes Balzverhalten. Die Männchen und Weibchen sehen dabei einander an und bewegen die Köpfe heftig auf- und nieder.